# 표준 시험 영상
표준 시험 영상은 이미지 처리와 이미지 압축 알고리즘을 시험하기 위해 다른 기관을 넘나들며 사용되는 디지털 이미지 파일이다. 동일한 표준 시험 이미지를 사용함으로써, 다른 연구소는 시각적으로나 양적으로 결과를 비교할 수 있다. 이미지는 많은 경우에 처리 기술의 종류로 다뤄질 필요가 있는 자연적 또는 전형적 이미지를 대표하기 위해 선택된다. 다른 시험 이미지는 정교한 세부사항과 조직의 재생, 선명한 전환 및 테두리, 그리고 동일한 영역과 같은 이미지 재건 알고리즘의 도전 범위를 표현하기 때문에 선택된다.

## 일반 시험 영상
이미지의 표준 크기는 보통 512x512 또는 720x576이다. 이러한 이미지의 대부분은 서던 캘리포니아 대학교 신호 및 이미지 처리 학회의 TIF 파일로 자유롭게 이용할 수 있다. 코닥은 이미지 압축 기술을 비교하기 위해 널리 이용되는 PNG로 이용 가능한 무손실 압축 768×512 이미지 24세트를 내놓았다.

## 같이 보기
- FERET 데이터베이스 (DARPA/NIST 안면 인식 데이터베이스)

## 참고
1. ↑  “USC-SIPI Image Database”. 2010년 3월 25일에 원본 문서에서 보존된 문서. 2009년 12월 7일에 확인함.